# 世田谷清掃工場

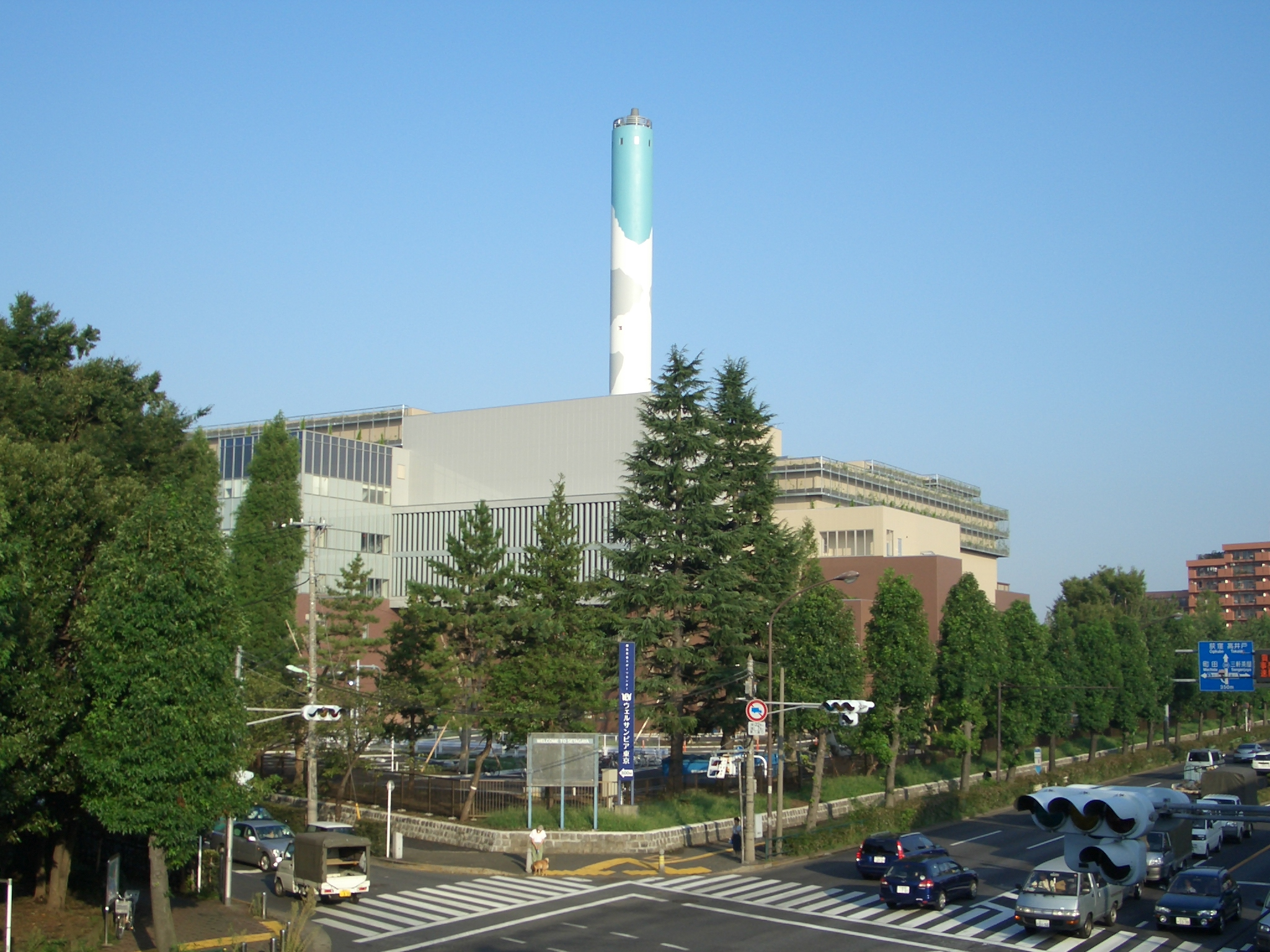
世田谷清掃工場

世田谷清掃工場（せたがやせいそうこうじょう）は、東京都世田谷区大蔵にある東京二十三区清掃一部事務組合の清掃工場。

## 概要
世田谷区を代表する公園である砧公園の隣接地に清掃工場が所在している。ゴミ処理の余熱を世田谷美術館に吸熱している。
現在の清掃工場は2代目である。煙突の高さは約100mである。

## 歴史
- 1969年（昭和44年） - 初代工場竣工[1]。
- 2002年（平成14年） - 旧工場稼働停止。
- 2004年（平成16年） - 新工場着工。
- 2008年（平成20年） - 新工場竣工、稼働開始。ガス化溶融炉としては都内初であった。